# کوکا، شیگا
کوکا در استان شیگا در کشور ژاپن  واقع شده‌است  که دارای جمعیت ۹۴٬۰۰۷ نفر و مساحت ۴۸۱٫۶۹ کیلومتر مربع با تراکم جمعیت ۱۹۵  نفر در کیلومترمربع است و در تاریخ ۱ اکتبر ۲۰۰۴ به عنوان شهر شناخته شد.